# Bombardement de Francfort-sur-le-Main
Seconde Guerre mondiale
Les bombardements de Francfort-sur-le-Main par les Alliés dans le cadre de la Seconde Guerre mondiale ont fait environ 5 500 victimes et ont détruit le plus grand centre-ville médiéval d'Allemagne. Entre 1940 et 1945, la 8th Air force américaine fait chuter au total 12 197 tonnes d'explosifs sur la ville tandis que la Royal Air Force britannique en fait tomber 15 696 tonnes.

## Déroulement

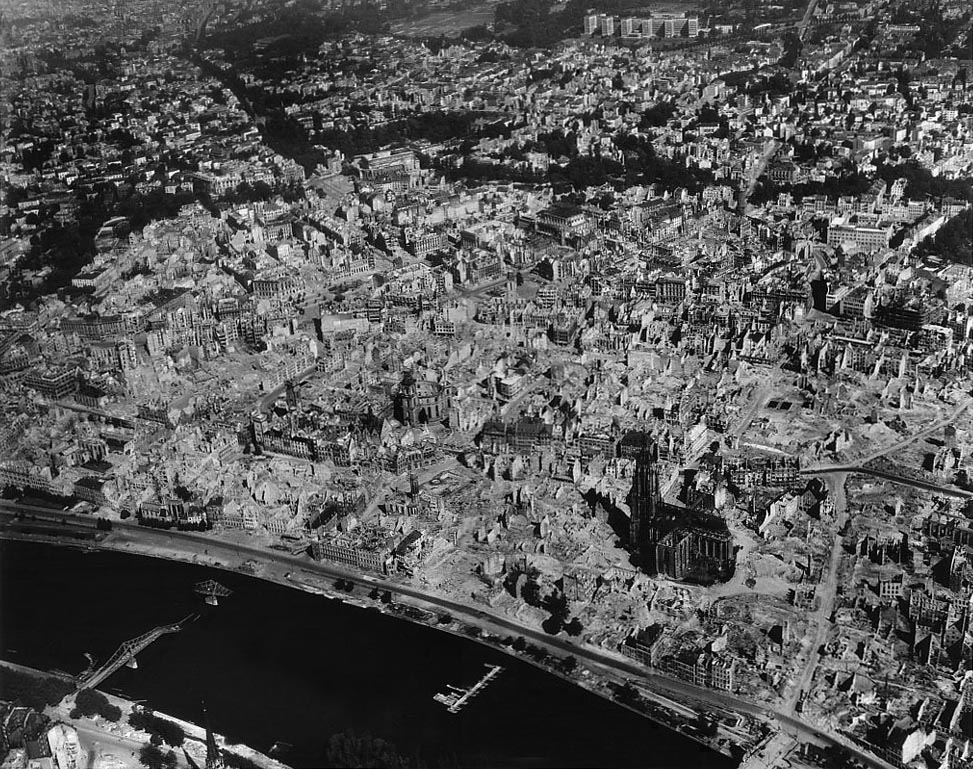
Vieille ville détruite en juin 1945

Environ 75 raids aériens sont menés sur Francfort-sur-le-Main pendant la Seconde Guerre mondiale par la Royal Air Force (RAF) à partir de juin 1940, et par la United States Army Air Forces (USAAF) d'octobre 1943 à mars 1945. Plus de 27 000 tonnes de bombes sont larguées sur la ville. Plusieurs attaques à partir d'octobre 1943, notamment deux attaques les 18 et 22 mars 1944, dites « Attaques de mille bombardiers » (Tausend-Bomber-Angriffe (de)) changent à jamais le visage de la ville.
Selon les statistiques officielles, au total 5 559 personnes sont mortes à Francfort-sur-le-Main lors de guerre aérienne de la Seconde Guerre mondiale, dont 4 822 habitants, des prisonniers de guerre et des travailleurs forcés. En mars 1944, presque tous les monuments historiques importants ainsi que l'ensemble de la vieille ville et de la nouvelle ville médiévale et leur plus de 1 800 maisons à colombages sont réduites en cendres. D'autres districts comme Bockenheim, Rödelheim, Ostend et Oberrad sont détruits à plus de 70%. Au total, environ 90 000 des 177 600 logements ainsi que presque tous les bâtiments publics, écoles, églises et hôpitaux sont détruits.
À la fin de la guerre en 1945, la population de Francfort est passée de plus de 553 000 habitants (1939) à environ 230 000 habitants, dont la moitié étaient sans abri. Environ 17 millions de mètres cubes de décombres recouvrent la ville.
Après 1945, une grande partie de la ville est reconstruite dans un style moderne et simple. Le premier bâtiment à être réparé est l'église Saint-Paul de Francfort. La reconstruction de la Maison en pierre du Markt est ensuite achevée en 1962. D'autres opérations de reconstruction et de reconstitution du centre ancien sont menées par la suite dans les années 2010 pour donner naissance à la Neue Frankfurter Altstadt (de).